# Tyrini

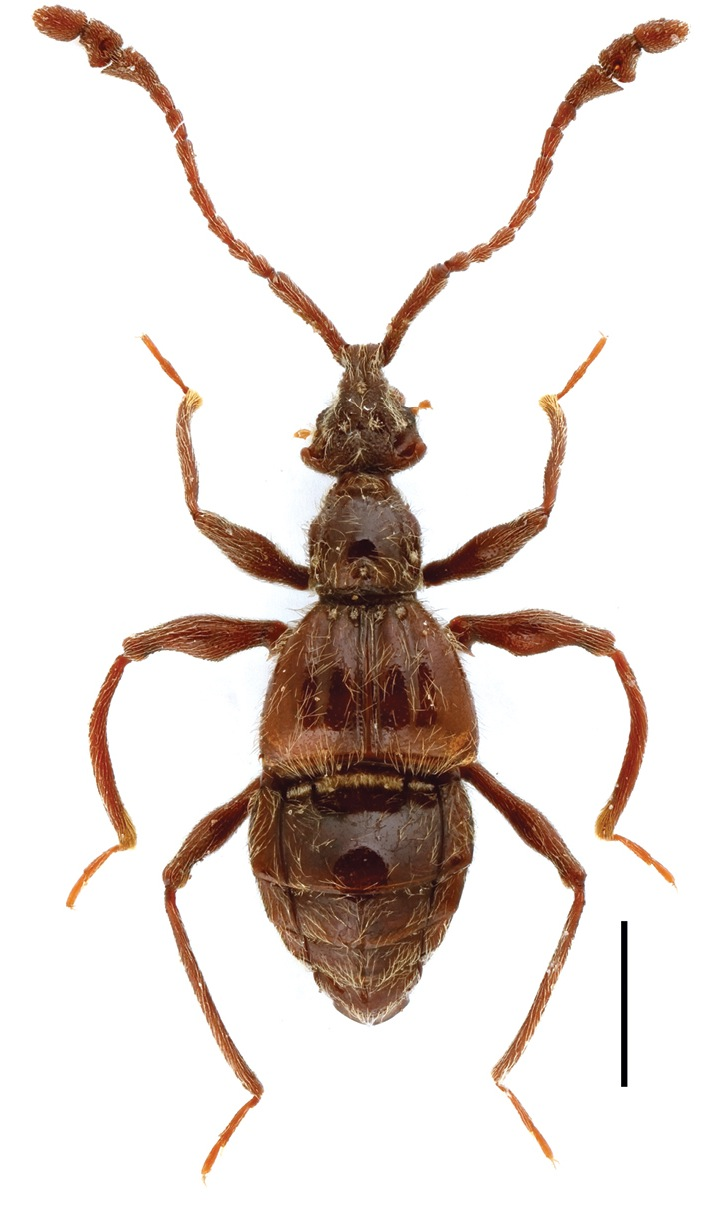
Labomimus schuelkei

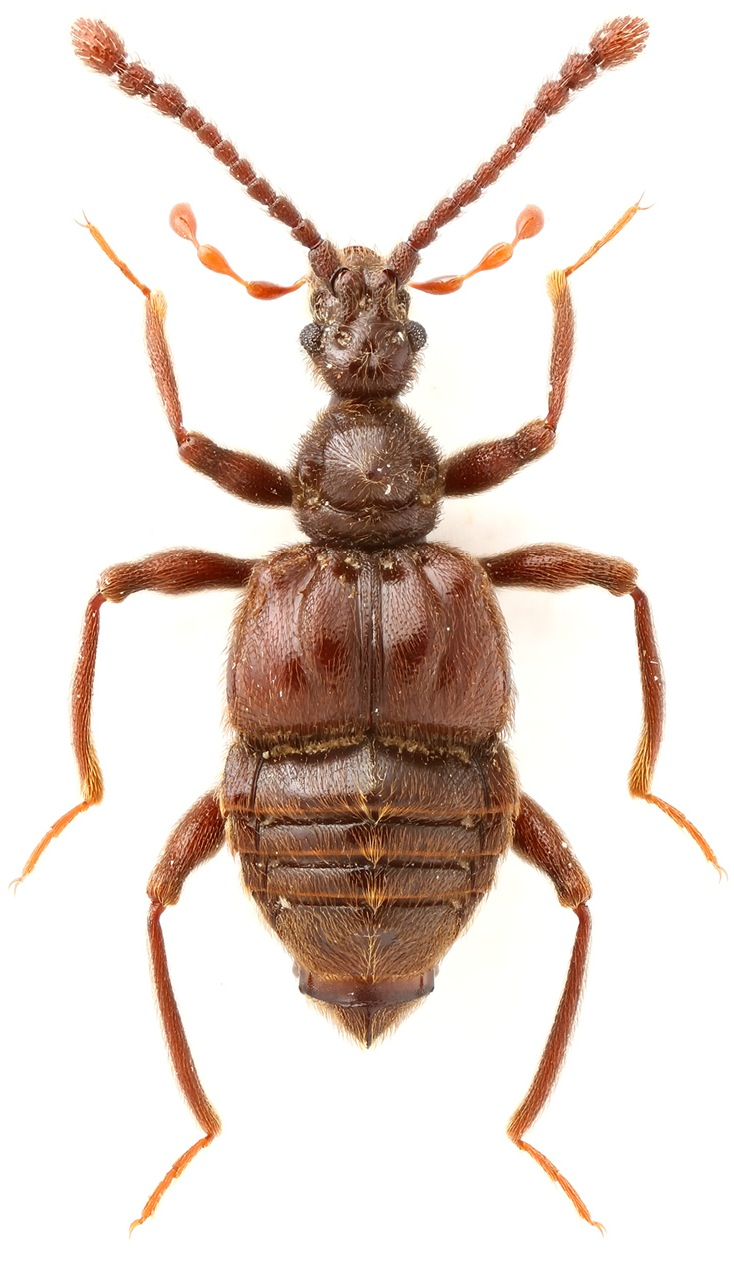
Megatyrus tengchongensis

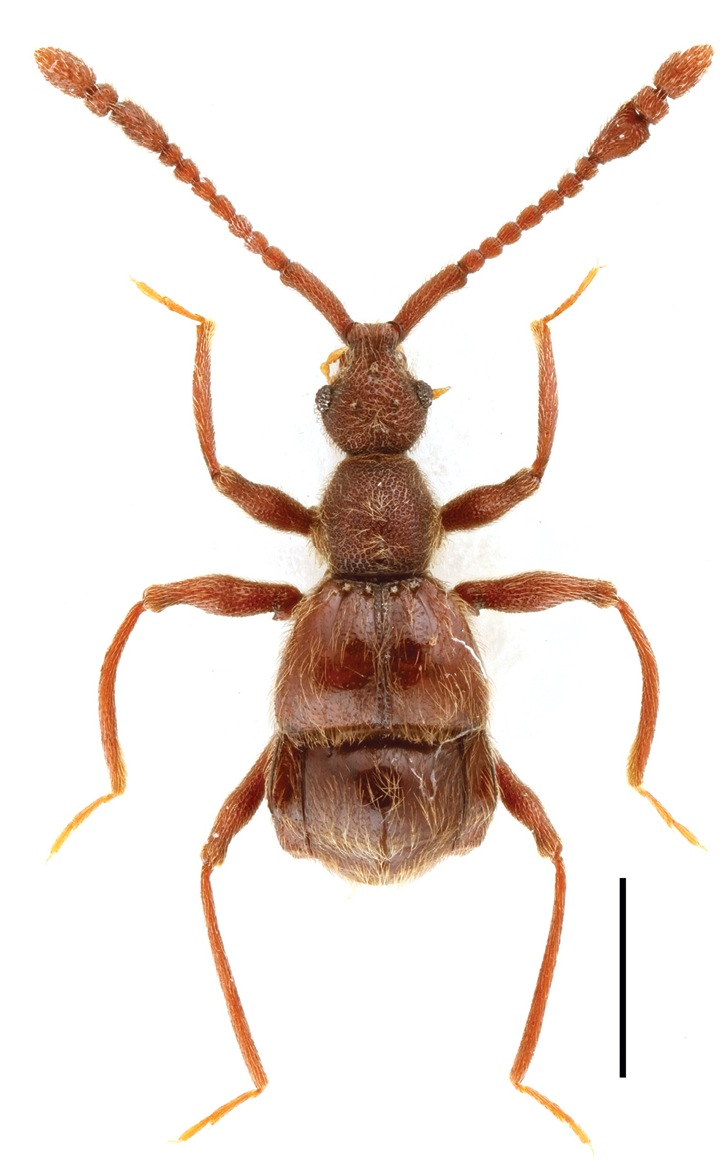
Linan tendothorax

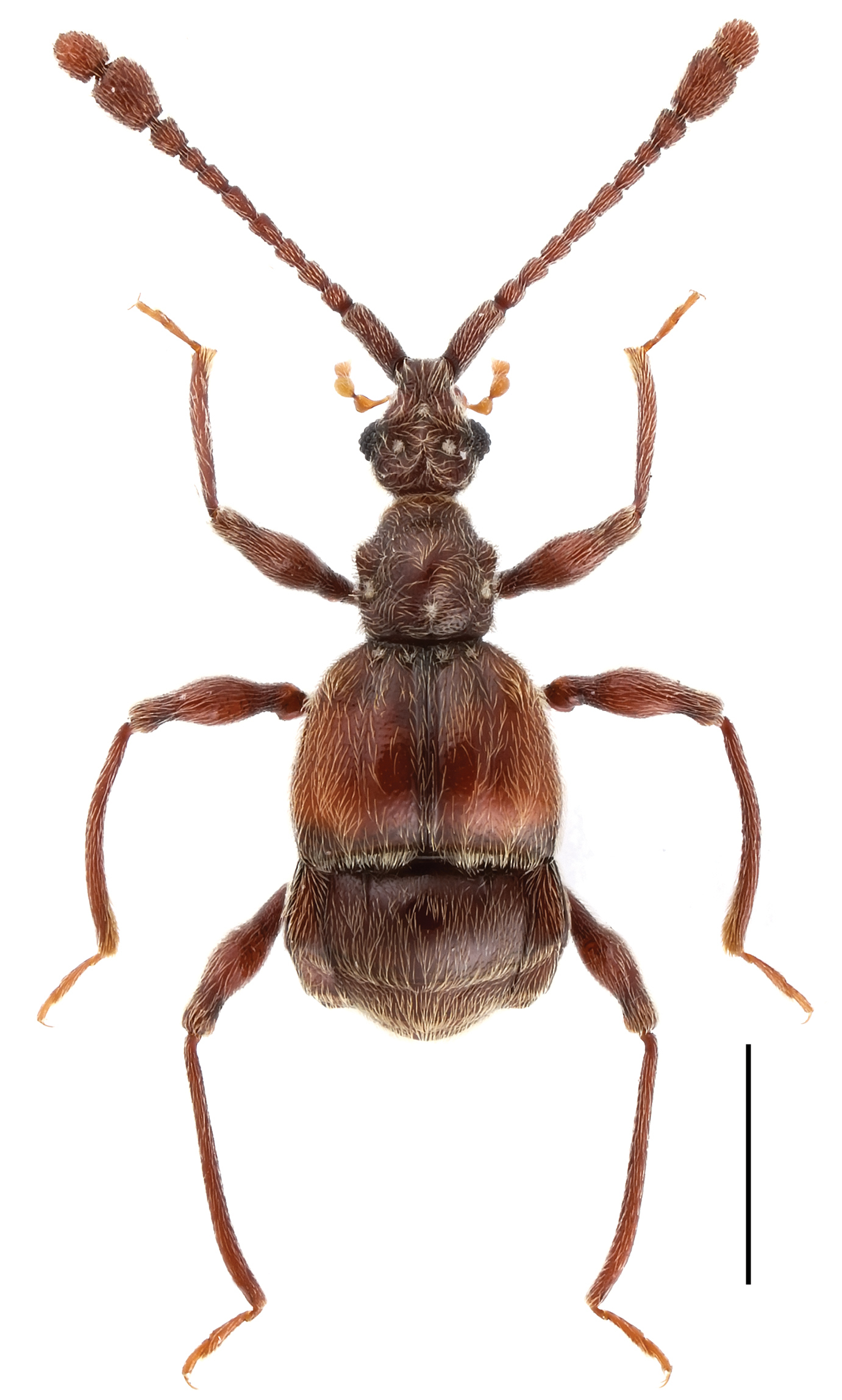
Taiwanophodes minor

Tyrini (лат.) — триба жуков-ощупников из семейства стафилинид.

## Распространение
Встречаются всесветно, за исключением океанических островов. Они наиболее разнообразны в Австралии (21 род), Юго-Восточной Азии, Центральной и Южной Америке. Менее разнообразны в Африке (7 родов), на Мадагаскаре (6 родов). Tyrini слабо представлены в Голарктике. В Новой Зеландии 9 родов.

## Описание
Мелкие красноватые или коричневатые жуки. Голова часто удлиненная; лобный рострум обычно выступает; вершина клипеуса широко закругленная, боковые края почти прямые к глазам; отсутствуют глазно-мандибулярные кили; без срединного гуларного гребня или килей на вентролатеральных краях; максиллярные щупики без боковых шипов или крупных щетинок, первые членики короткие, 3 членика на вершине сильно различаются по форме. Переднеспинка с паранотальными килями редко имеется (имеется у рода Hamotopsis). Метастернум часто только со срединной метастемальной ямкой, латеральные метастемальные ямки встречаются редко (у рода Kiera). Ноги с 2 коготками на лапках, первые пары ног редко с увеличенными передними коготками и уменьшенными в размерах задними коготками. Брюшко с глубокой щетинковидной бороздой в основании видимого 1 (IV) тергита (у рода Swan плоское); видимый стемит 2 (IV) с глубокой щетинковидной бороздкой в основании (у Swan плоский); щетинки в значительной степени шиповидные. Усики длинные и булавовидные.

## Систематика
Более 80 родов в четырёх подтрибах. Триба была впервые выделена в 1882 году австрийским энтомологом Эдмундом Райттером под названием Tyrides Reitter, 1882, на основании типового рода Tyrus Aubé, 1833. Триба Tyrini вместе с синонимизированными с ней таксонами (Chalcoplectini и Hamotina) входит в состав надтрибы Pselaphitae.
- триба Tyrini Reitter, 1882
  - подтриба Centrophthalmina Jeannel, 1949
    - Camaldosis Jeannel, 1951
    - Centrophthalmina Raffray, 1908
    - Centrophthalmus Schmidt-Göbel, 1838
    - Enantius L.W.Schaufuss, 1877

  - подтриба Janusculina Cerruti, 1970
    - Janusculus Cerruti, 1970

  - подтриба Somatipionina Jeannel, 1949
    - Acylobythus Jeannel, 1960
    - Acylopselaphus Raffray, 1883
    - Acylotyrus Jeannel, 1954
    - Apharus Reitter, 1882
    - Aploderina Raffray, 1904
    - Cercoceroides Raffray, 1896
    - Cercoceropsis Raffray, 1904
    - Cercocerulus Raffray, 1905
    - Circocerus Motschulsky, 1855
    - Elaphidipalpus Jeannel, 1964
    - Ephimia Reitter, 1882
    - Googarna Chandler, 2001
    - Hamotidius Jeannel, 1962
    - Hamotocellus Raffray, 1912
    - Hamotopsis Raffray, 1900
    - Hamotus Aubé 1844
      - подрод Hamotoides (Hamotus) L.W.Schaufuss, 1888
      - подрод Hamotus (Hamotus) Aubé 1844

    - Himepion Nomura & Hlavác, 2003
    - Horniella Raffray, 1905
    - Motschtyrus Chandler, 1999
    - Phamisulus Reitter, 1888
    - Pselaphocompsus Raffray, 1908
    - Pseudohamotus Raffray, 1890
    - Pseudotychus Raffray, 1897
    - Somatipion L.W.Schaufuss, 1877
    - Swan Chandler, 2001

  - подтриба Tyrina Reitter, 1882
    - Abascantodes Strand, 1928
    - Agatyrus Broun, 1917
    - Anagonus Fauvel, 1903
    - Anitra Casey, 1894
    - Bansartiella Leleup, 1995
    - Cedius LeConte, 1849
      - подрод Cedius (Cedius) LeConte, 1849
      - подрод Sinistrocedius (Cedius) Newton & Chandler, 1989

    - Ceophyllus LeConte, 1849
    - Chalcoplectus Oke, 1925
    - Chasoke Chandler, 1987
    - Collacerothorax Lea, 1912
    - Decumarellus Poggi, 1994
    - Durbos Sharp, 1874
    - Franziotus Leleup, 1972
    - Gerallus Sharp, 1874
    - Hamotulus L.W.Schaufuss, 1887
    - Indophodes Hlavác, 2003
    - Kiera Chandler, 2001
    - Labomimus Sharp, 1883
    - Lasinus Sharp, 1874
    - Lethenomus Raffray, 1895
    - Linan Hlavác, 2003
    - Marellus Motschulsky, 1851
    - Megatyrus Hlavác & Nomura, 2003
    - Mipseltyrus Park, 1953
    - Narrabeen Chandler, 2001
    - Neotyropsis Franz, 1996
    - Neotyrus Raffray, 1895
    - Nesiotyrodes Jeannel, 1954
    - Nomuraius Hlavác, 2003
    - Palimbolus Raffray, 1890
    - Paralasinus Hlavác & Nomura, 2001
    - Phormiobius Broun, 1917
    - Plesiotyrus Broun, 1914
    - Pselaphodes Westwood, 1870
    - Pseudotyropsis Franz, 1996
    - Rytus King, 1866
    - Spilorhombus Raffray, 1900
    - Subulipalpus L.W.Schaufuss, 1877
    - Taiwanophodes Hlavác, 2003
    - Tasmanityrus Chandler, 1987
    - Termitotyrus Borgmeier, 1954
    - Tibetyrus Yin & Lin, 2020
    - Tyrinasius Kurbatov, 1993
    - Tyrodes Raffray, 1908[7][8][9]
    - Tyrogatunus Park, 1942
    - Tyrogetus Broun, 1893
    - Tyromacrus Chandler, 2001
    - Tyromorphus Raffray, 1883
    - Tyropsidius Franz, 1996
    - Tyropsis Saulcy, 1874
    - Tyrus Aubé 1833
    - Vadoniotus Jeannel, 1954
    - Zeatyrus Sharp, 1881

  - подтриба Tyrini (incertae sedis)
    - Cymbalizon L.W.Schaufuss, 1890
    - Dantiscanus L.W.Schaufuss, 1890
    - Deuterotyrus L.W.Schaufuss, 1890
    - Pammiges L.W.Schaufuss, 1890